# أوزبكستان
أوزبكستان أو أُزبَكِستان ورسميًا جمهورية أوزبكستان (بالأوزبكية: O‘zbekiston Respublikasi)، هي دولة غير ساحلية في آسيا الوسطى، تحدها 5 دول أخرى غير ساحلية هي: كازاخستان من الشمال، وقيرغيزستان من الشمال الشرقي، وطاجيكستان من الجنوب الشرقي، وأفغانستان من الجنوب، وتركمانستان من الجنوب الغربي. تعد طشقند عاصمتها وأكبر مدنها. تعد أوزبكستان جزءًا من عالم اللغات التركية، وعضوًا في منظمة الدول التركية. مع أن اللغة الأوزبكية هي اللغة المحكية في البلاد على نطاق واسع، تُعد اللغة الروسية اللغة المتبادلة بين الطوائف العرقية واللغة المستخدمة في الحكومة. الإسلام هو الديانة السائدة في البلاد، لكن معظم المسلمين الأوزبكيين هم مسلمون بلا طائفة.
كانت الشعوب الإيرانية الرحالة من أولى الشعوب التي وُثق استيطانها في المنطقة التي تعرف اليوم بأوزبكستان، ويُعرف هؤلاء الإيرانيون باسم السكوثيين، وهم الذين أسسوا ممالكًا في خوارزم (بين القرنين الثامن والسادس قبل الميلاد) وباختر (بين القرنين الثامن والسادس قبل الميلاد) والصغد (بين القرنين الثامن والسادس قبل الميلاد) وفرغانة (بين القرنين الثالث قبل الميلاد والسادس ميلادي) ومرغوش (بين القرنين الثالث قبل الميلاد والسادس ميلادي). ضُمت المنطقة إلى الإمبراطورية الأخمينية الإيرانية، وعقب فترة الحكم المقدوني، حكمتها الإمبراطورية الفرثية ثم الإمبراطورية الساسانية لاحقًا، حتى جاء الفتح الإسلامي لفارس. إبان الفتوحات الإسلامية المبكرة وفترة الدولة السامانية، اعتنق معظم الناس الإسلام، من بينهم النخب المحلية الحاكمة. ازدهرت في هذه الفترة مدن مثل سمرقند وخيوة وبخارى نتيجة موقعها على طريق الحرير التجاري، وشهدت صعود شخصيات قيادية في العصر الذهبي للإسلام، من بينها البخاري والترمذي والخوارزمي والبيروني وابن سينا وعمر الخيام. دُمرت الإمبراطورية الخوارزمية في آسيا الوسطى كليًا إبان الغزو المغولي في القرن الثالث عشر، فهيمنت الشعوب التركية لاحقًا على المنطقة. كانت مدينة شهرسبز مهد الفاتح المغولي التركي تيمورلنك، مؤسس الدولة التيمورية في القرن الرابع عشر الذي تبوأ منصب الأمير الأعظم لطوران، واتخذ من سمرقند عاصمة له، فأصبحت الأخيرة مركزًا علميًا إبان حكم أولوغ بيك ومهد عصر النهضة التيموري. احتل الشيبانيون الأوزبك أراضي السلالة التيمورية في القرن السادس عشر، ونقلوا مركز السلطة إلى بخارى. انقسمت المنطقة إلى 3 دول: خانية خيوة وخانية خوقند وإمارة بخارى. أدت الغزوات التي شنّها ظهير الدين بابر شرقًا إلى تأسيس سلطنة مغول الهند. أُلحقت كامل آسيا الوسطى، تدريجيًا، بالإمبراطورية الروسية إبان القرن التاسع عشر، وأصبحت طشقند مركزًا سياسيًا لتركستان الروسية. في عام 1924، أدى ترسيم الحدود الوطنية في الاتحاد السوفيتي إلى تأسيس جمهورية أوزبكستان الاشتراكية السوفيتية ضمن الاتحاد. أعلنت أوزبكستان استقلالها عقب تفكك الاتحاد السوفيتي، وتأسست جمهورية أوزبكستان في 31 أغسطس عام 1991.
أوزبكستان دولة علمانية تديرها حكومة رئاسية دستورية. تتألف أوزبكستان من 12 ولاية، بالإضافة إلى ولاية ذات حكم ذاتي هي قرقل باغستان ومدينة طشقند المستقلة. توصف أوزبكستان بـ«الدولة الاستبدادية ذات الحقوق المدنية المحدودة» من طرف منظمات حقوق الإنسان غير الحكومية، لكن الرئيس الثاني للبلاد أجرى إصلاحات بارزة بعد وفاة الدكتاتور إسلام كريموف. تحسنت علاقات أوزبكستان كثيرًا مع الدول المجاورة لها، أي قيرغيزستان وطاجيكستان وأفغانستان، بفضل تلك الإصلاحات. وجد تقرير للأمم المتحدة من عام 2020 تقدّمًا كبيرًا في مسيرة أوزبكستان نحو تحقيق أهداف التنمية المستدامة التي وضعتها الأمم المتحدة.
يعد الاقتصاد الأوزبكي في مرحلة انتقال تدريجي نحو اقتصاد السوق، وتعتمد سياسة التجارة الخارجية على استبدال الواردات. أصبحت عملة البلاد قابلة للتحويل كليًا وفق أسعار سوق تحويل العملات بدءًا من شهر سبتمبر عام 2017. تعد أوزبكستان منتجًا ومصدرًا رئيسًا للقطن. تمتلك البلاد أيضًا منشآت توليد طاقة عملاقة من الحقبة السوفيتية، ومخزونًا غزيرًا من الغاز الطبيعي، ما سمح لها بالتحوّل إلى أكبر منتج للطاقة الكهربائية في آسيا الوسطى. منذ عام 2018 وحتى عام 2021، حصلت البلاد على تقييم -BB من طرف وكالة ستاندرد آند بورز ووكالة فيتش. تشمل نقاط القوة التي صنفتها مؤسسة بروكينغز امتلاك مخزون كبير من الأصول السائلة، ونموٍ اقتصادي مرتفع، ودينٍ عام منخفض. في المقابل، يعد الناتج المحلي الإجمالي المنخفض إحدى القيود التي تعيق جمهورية أوزبكستان. أوزبكستان عضو في رابطة الدول المستقلة ومنظمة الأمن والتعاون في أوروبا والأمم المتحدة ومنظمة شانغهاي للتعاون.

## أصل التسمية
يظهر اسم «أوزبغستان» في كتابات الجنرال العسكري حيدر دوغلات من القرن السادس عشر.
لا يزال الخلاف قائمًا حول أصل الكلمة أوزبك. توجد 3 آراء حول النعت المصاحب للاحقة ستان (والتي تعني أرض الـ في عائلة اللغات الإيرانية):
1. «حر» أو «مستقل» أو «سيد نفسه»، والتي تتطلب دمجها مع كلمتي أوز («خاصته أو نفسه» في التركية) وبِك («سيد» أو «قائد»).
2. سُميت أوزبكستان بهذا الاسم تيمنًا بأغوز خان، ويُعرف باسم أُغوز بيك أيضًا.
3. اختصار لكلمة أوغوز، وهو اسم قبائل الأوغوز التركية، بعد دمجه مع كلمة بِك ليصبح معناها «قائد الأغوز».

تشترك جميع تلك النظريات بأن المقطع الصوتي في المنتصف عبارة عن لفظ قريب من لقب بك التركي.
لُفظ اسم المنطقة «أوزبكستون Ўзбекистон» بالأبجدية السيريلية، وهو الخط المستخدم إبان الحكم السوفيتي.

## التاريخ

### الممالك قبل الميلاد

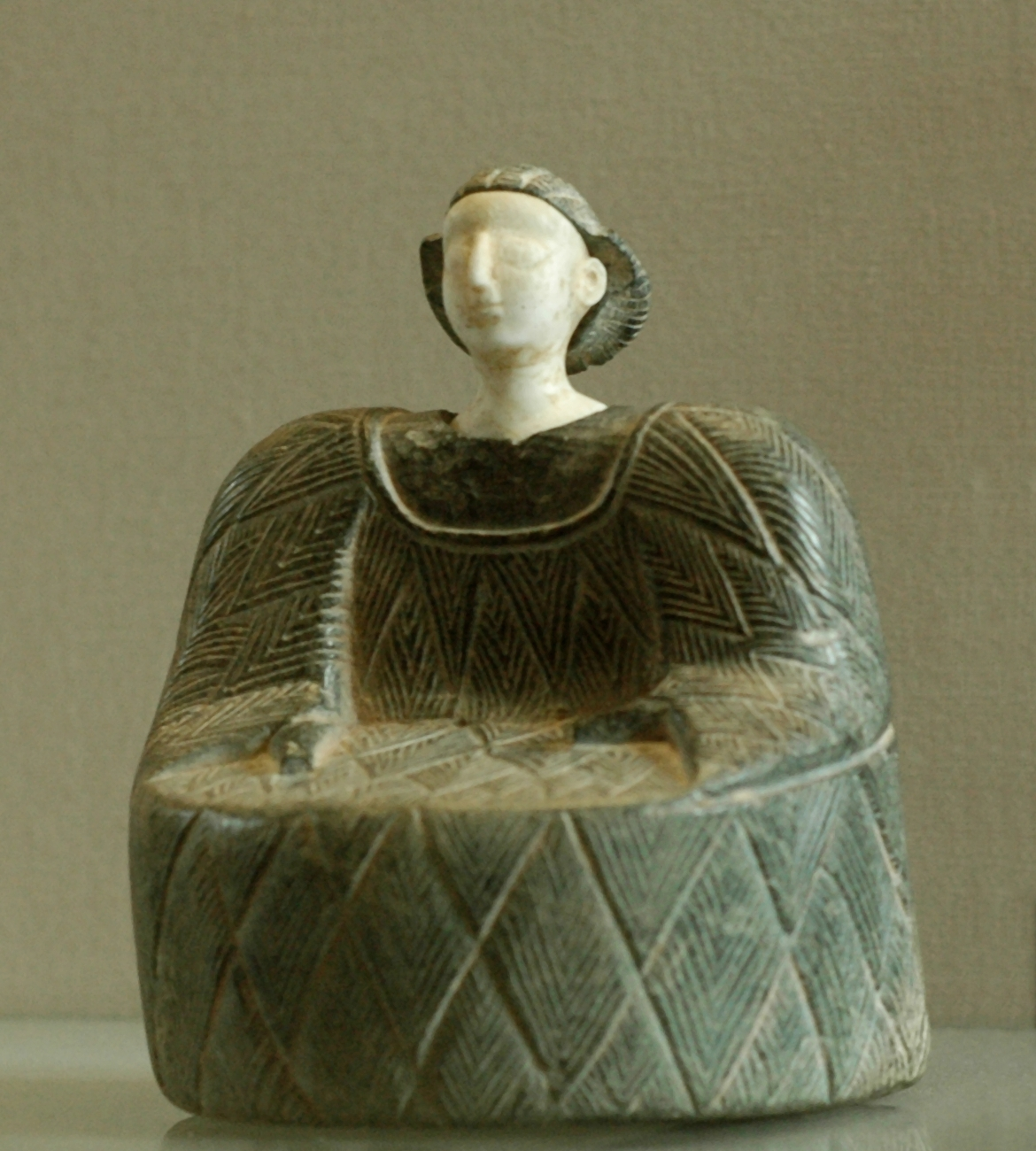
تمثال صغير لامرأة ترتدي الكاوناكي. كلوريت وحجر جيري، باختريا، بداية الألفية الثانية قبل الميلاد.

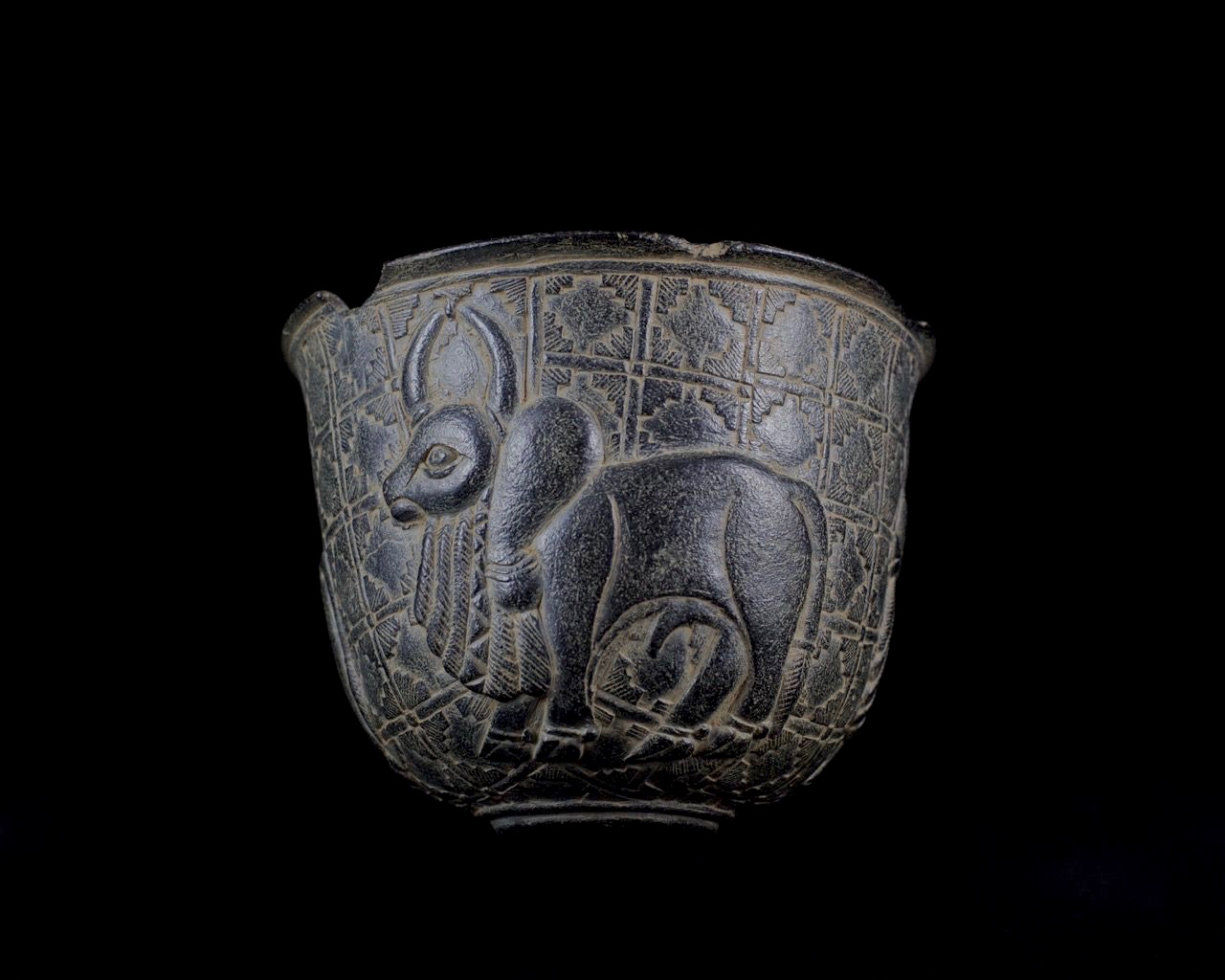
وعاء قديم عليه حيوانات، باختريا، الألفية الثالثة والثانية قبل الميلاد.

أُشير إلى المنطقة المعروفة حاليًا باسم دولة أوزبكستان بأسماء عديدة على مر آلاف السنين. ظهر اسم أوزبكستان لأول مرة في أدب القرن السادس عشر. تشمل الأسماء الأخرى للمنطقة: بلاد ما وراء النهر، وتركستان، وبخارى. في القرن الرابع عشر، كانت المنطقة بمثابة مسقط رأس تيمورلنك وموطنه وعاصمته. في عهد تيمورلنك، كانت المنطقة جزءًا من الإمبراطورية التيمورية التي امتدت من البحر الأسود إلى بحر العرب، وحتى خارج دلهي بالهند.
في القرن 19، بدأت الإمبراطورية الروسية للتوسَُّع والانتشار في آسيا الوسطى. في عام 1911م الروس الذين يعيشون في أوزبكستان المرقمة 2. 10306 ويعتبر «اللعبة الكبرى» فترة عمومًا كما يمتد من حوالي 1813 إلى نحو اتفاقية الأنجلو الروسي لعام 1907. وتبع ذلك المرحلة الثانية، أقل كثافة الثورة البلشفية عام 1917. في بداية القرن 19، كانت هناك بعض 3,200 كم (2,000 ميل) تفصل الهند البريطانية والمناطق النائية من روسيا القيصرية، تم تفاصيلها الكثير من الأراضي في ما بينهما.
مع بداية عام 1920م، كانت آسيا الوسطى بحزم في أيدي روسيا وعلى الرغم من بعض المقاومة في وقت مبكر إلى البلاشفة، أصبحت أوزبكستان وبقية آسيا الوسطى جزءً من الاتحاد السوفيتي. في 27 أكتوبر عام 1924م تم إنشاء جمهورية أوزبكستان الاشتراكية السوفيتية. من عام 1941م حتى عام 1945م خلال الحرب العالمية الثانية قاتل 1433230 من أوزبكستان في الجيش الأحمر ضد ألمانيا النازية. توفيّ 263,005 من الجنود الأوزبك في ساحات المعارك في الجبهة الشرقية و 32,670 في عداد المفقودين في العمل. وفي 31 أغسطس 1991م أعلنت أوزبكستان استقلالها معلنة 1 سبتمبر كما عيد الاستقلال الوطني .

## الجغرافيا

خريطة أوزبكستان، بما في ذلك مدينة أورال دينكيز السابقة.

تحدها كازاخستان من الشمال ومن الغرب، وتركمانستان من الجنوب وقيرغيزيا وطاجكستان من الشرق، وتقع أوزبكستان بين خطي عرض 37 درجة و46 درجة شمالاً وخطي طول 56 درجة و74 درجة شرقاً. وتمتد لمسافة 1425 كيلومترًا (885 ميلًا) من الغرب إلى الشرق و930 كيلومترًا (580 ميلًا) من الشمال إلى الجنوب.
تبلغ مساحة جمهورية أوزبكستان 447,400 ألف كم كانت مدينة سمرقند عاصمة لجمهورية أوزبكستان حتى سنة 1349هـ - 1920م ثم نقل الروس العاصمة إلى مدينة طشقند. وذلك بسبب مقاومة أهل سمرقند لمحاولة السوفيت تغيير الطابع الإسلامي لمدينتهم. فلقد وجدوا أن نقل العاصمة إلى طشقند أكثر أمنًا لوجود نصف مليون روسي بين سكانها

### الأرض

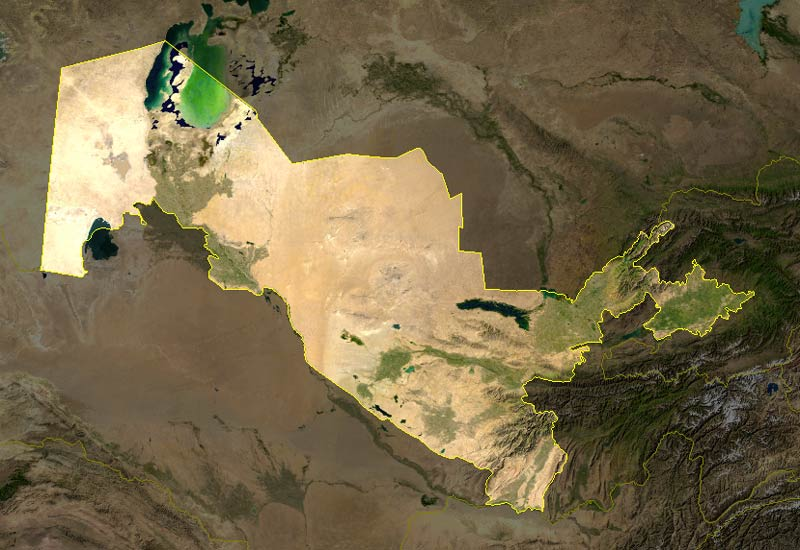
خارطة أوزبكستان من القمر الإصطناعي.

أوزبكستان تتكون في القسم الشمالي من سهول طوران، وتحيط هذه السهول ببحر آرال في الجنوب والجنوب الغربي لتدخل إقليم قراكلباك وسط أوزبكستان سهول قيزيل أي الرمال الحمراء. وهي سهول فسيحة تغطيها الكثبان الرملية تظهر بها بعض التلال الصخرية. والقسم الجنوبي من أوزبكستان جبلي، يتكون من سفوح جبال تيان شان وبامير وتنساب إلى القسم السهلي روافد نهرية تتجه إلى نهر سيحون أو نهر جيحون. وعلى هذه الروافد توجد المدن الهامة مثل طشقند وبخارى وسمرقند.

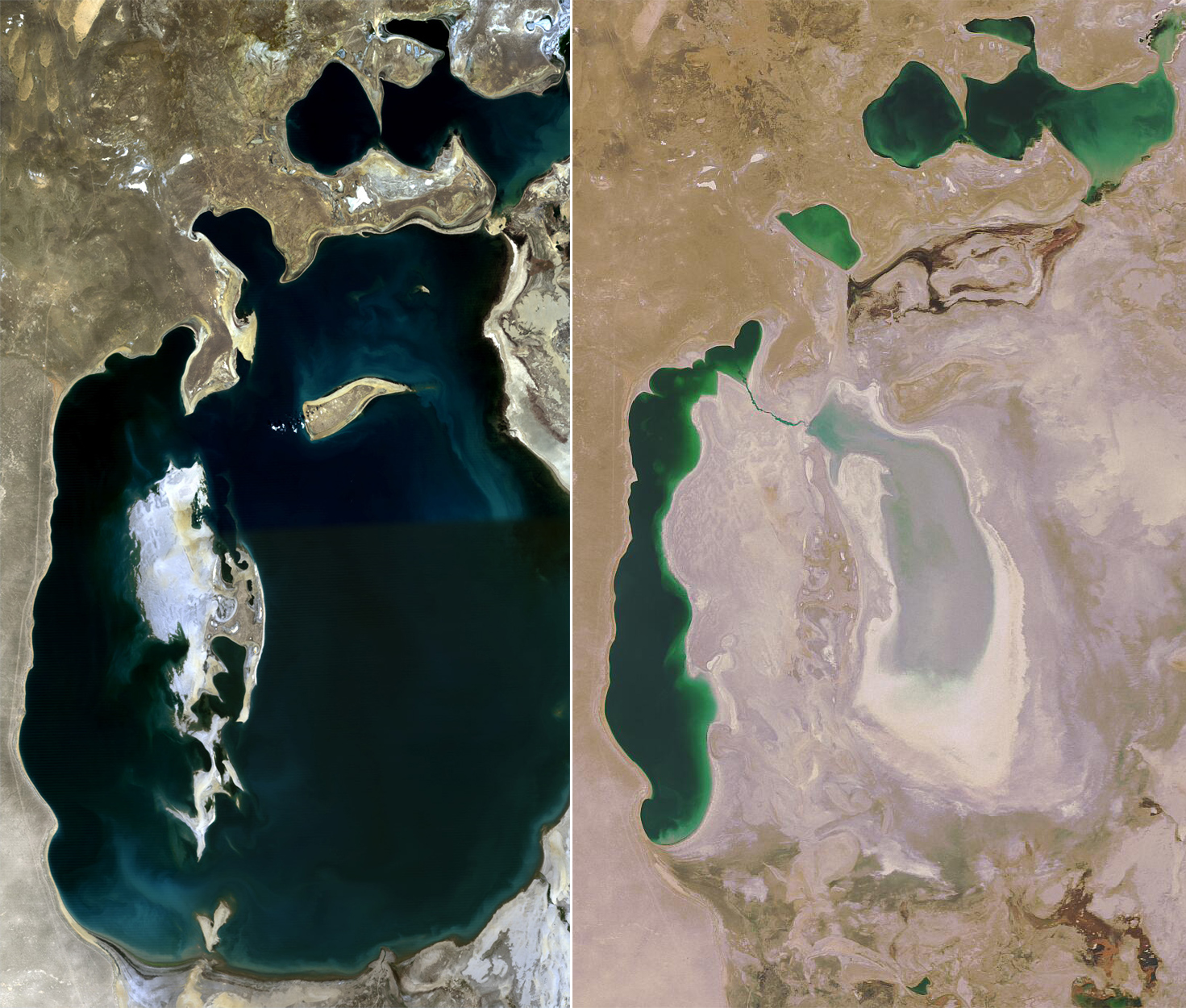
مقارنة بين بحر آرال بين عامي 1989 و 2008.

### المناخ

خريطة تصنيف كوبن للمناخ في أوزبكستان.

الأحوال المناخية بأوزبكستان تتدرج في نظامين:
- فالجهات المرتفعة تتمتع بمناخ سهول الاستبس أمطارها متوسطة. تعتدل حرارتها في الصيف. وتتدني في الشتاء فيشتد بردها.
- أما القسم الأوسط والشمالي حيث النطاق السهلي فمناخه شبه صحراوي قليل الأمطار.

أكثر من 80% من الأرض الأوزبكية عبارة عن سهول وصحاري. تقع صحراء قزلكم الواسعة في وسط أوزبكستان، وأغلبها غير مأهول فيما عدى قرى التعدين. الزراعة في أوزبكستان تشمل زراعة القطن في السهول التي تقع في شرقي الصحراء وجنوبها مباشرة. تربى المواشي في السهول والأجزاء المروية في الصحراء. أكثر مناطق أوزبكستان ازدحاماً بالسكّان وادي فرغانة الواقع في الشرق الذي يستمد مياهه من جبال تيان شان المحيطة به.
يوجد في وسط آسيا نهران مهمان هما سيرداريا وأموداريا، وينتهان إلى بحر آرال قادميين من جبال تيان شان وبامير.
صيف أوزبكستان طويل، جاف وحار وشتاؤها بارد، وربما تصل درجة حرارة الصيف في الجنوب إلى 45°، وينخفض في الشتاء شمالا إلى °37 تحت الصفر، وتنزل أكثر من 70% من الأمطار في الشتاء.

## السكان

### مجموعات العرقية
اعتبارًا من عام 2022، تضم أوزبكستان أكبر عدد من السكان من بين جميع دول آسيا الوسطى، حيث شكل مواطنوها البالغ عددهم 36 مليون نسمة ما يقرب من نصف إجمالي سكان المنطقة. وسكان أوزبكستان ينتمون إلى مجموعة من العناصر، أبرزها الأوزبك ويشكلون أغلبية سكانها حيث تصل نسبته 60% ومن القزق 4% ونسبة مماثلة من الطاجيك. وحوالي 10% من التتار ونصف هذه النسبة من القراقل باك وكل هذه العناصر مسلمة، ولذلك يشكل المسلمون الأغلبية الكبرى بين سكان أوزبكستان ويشكل الروس 10% من سكان أوزبكستان. وقد زادت نسبة المسلمين عن نسبتهم في سنة 1391 هـ فكانت 84% فأصبحت 88%. والسبب الرئيسي لانخفاض نسبة السكان الروس إلى الفترة التي أعقبت انهيار الاتحاد السوفيتي وبدء استقلال أوزبكستان، حيث تم التضييق على الروس. وأشهر الأحداث المؤسفة التي مروا بها «مذبحة وادي فرجانا» الشهيرة التي قتل وهجر فيها كل الروس من ذلك الوادي حتى فرغ تماما من الروس، مما دفع الكثير منهم للهجرة إلى روسيا. وبلغ عدد المسلمين بها في الآونة الأخيرة 14.874.440 نسمة. ويكوّن الأوزبك منهم حوالي 9 ملايين نسمة، وهولاء من جملة الأوزبك في الاتحاد السوفيتي السابق 10.746.000 نسمة. ومنهم نصف مليون يعيشون في أفغانستان. كما يعيش الأكراد في أوزبكستان بنسبة 5%.

### الديانة

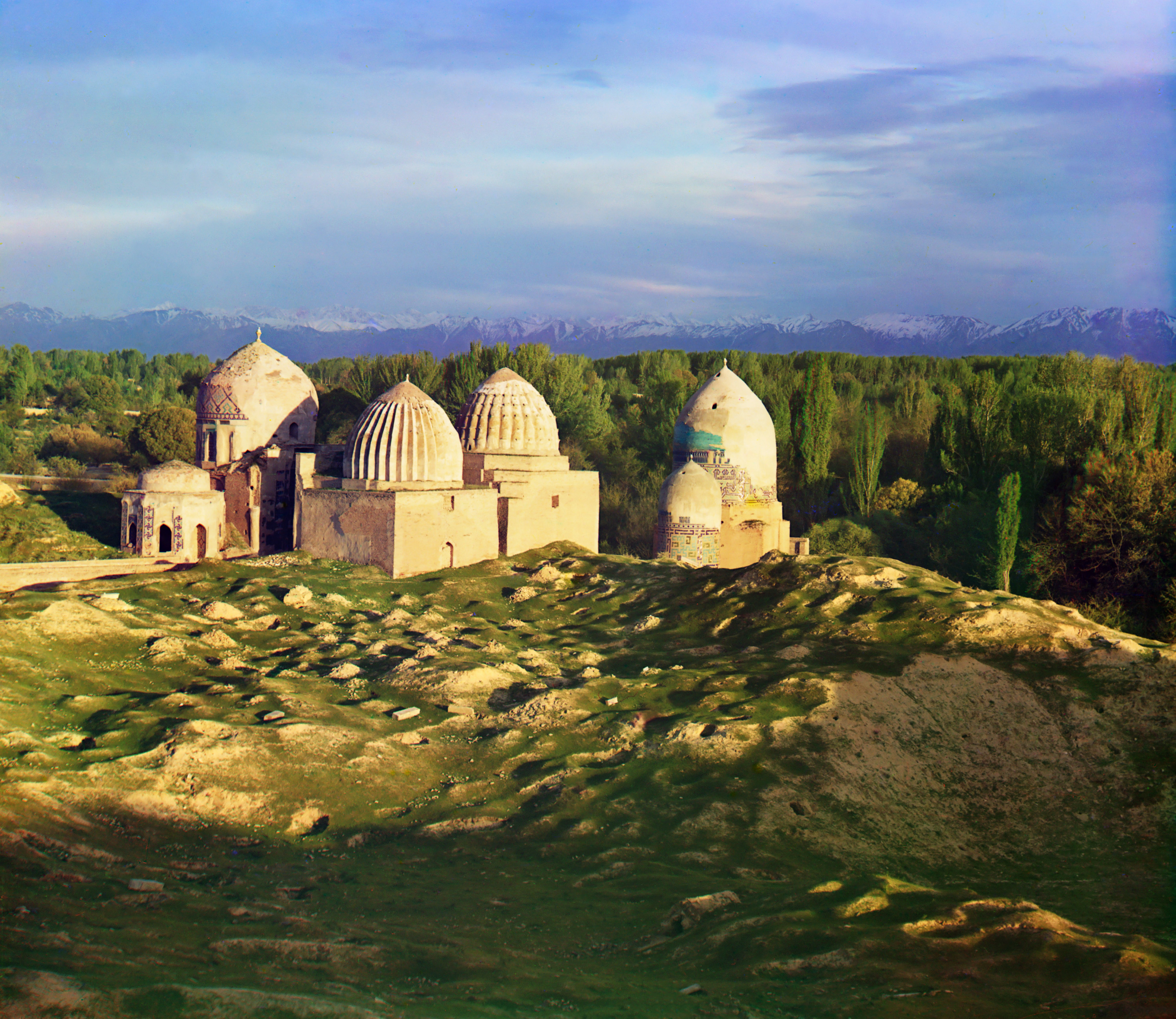
مسجد شاه زنده، سمرقند.

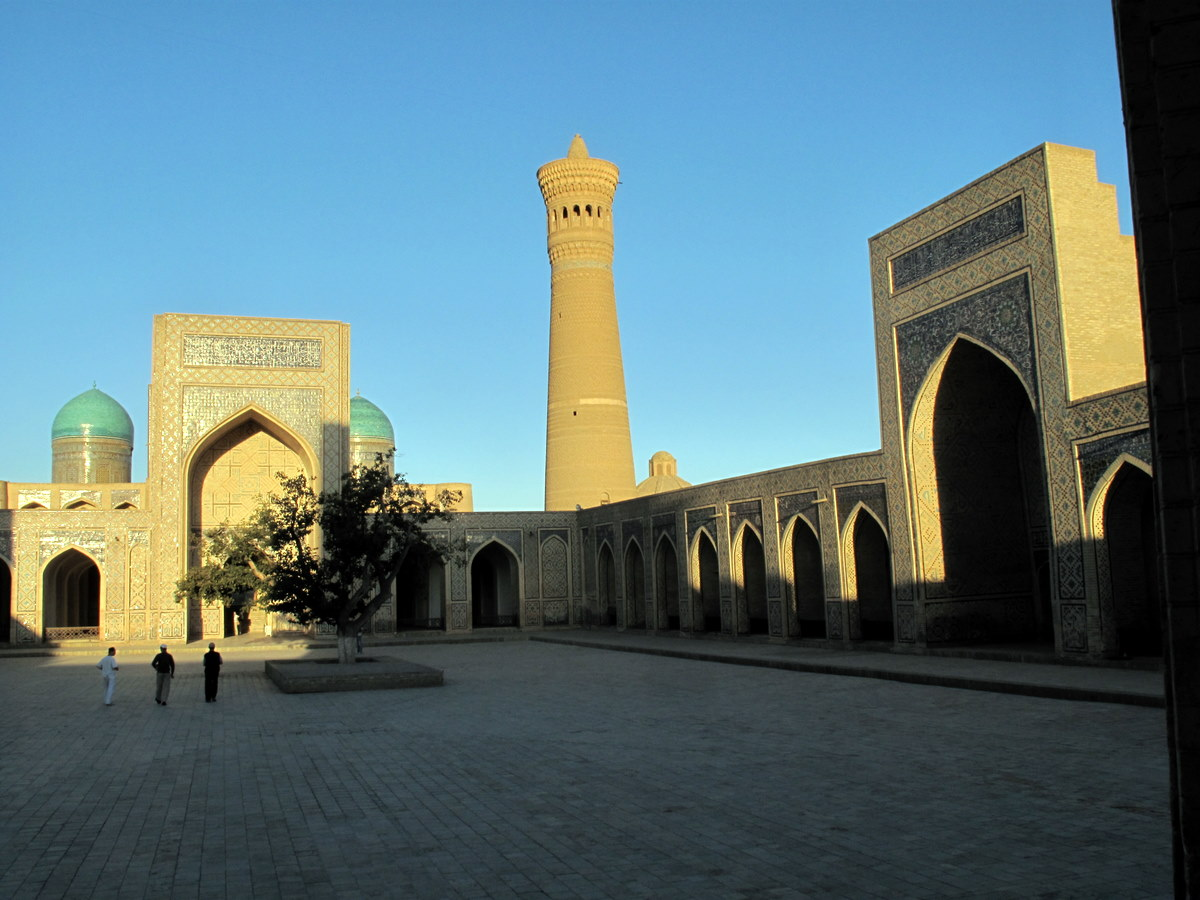
مسجد بخارى.

الإسلام هو الدين السائد في أوزبكستان وذكر تقرير مركز بيو للأبحاث لعام 2009 أن عدد السكان المسلمين في أوزبكستان يبلغ 96.3٪ . بالنسبة للباقي، قد يكون هناك بعض المسيحيين الأرثوذكس الروس. ما يقدر بنحو 93000 من اليهود كانوا في وقت ما حاضرا في البلاد.
على الرغم من هيمنته، فإن ممارسة الإسلام بعيدة كل البعد عن كونها متجانسة. تمارس العديد من إصدارات الإيمان في أوزبكستان. ترك صراع الإسلام مع مختلف أجندات العلمانية طوال القرن العشرين مجموعة واسعة من الممارسات الإسلامية في آسيا الوسطى. 54٪ من المسلمين هم من المسلمين غير الطائفيين، و18٪ من السنة و1٪ من الشيعة.
لم تؤد نهاية السلطة السوفيتية في أوزبكستان إلى ارتفاع سريع للأصولية، كما توقع الكثيرون، بل بالأحرى إعادة تدريجيًا لمبادئ الإيمان. ومع ذلك، في النصف الثاني من عام 2010 كانت هناك زيادة طفيفة في النشاط الإسلامي، مع منظمات مثل الحركة الإسلامية في أوزبكستان، تلتزم بالدولة الإسلامية والمقاتلين المساهمين في الهجمات الإرهابية في الخارج, على الرغم من التهديد الإرهابي في أوزبكستان نفسها. لا يزال منخفضًا. (انظر الإرهاب في أوزبكستان).

### المجتمع اليهودي

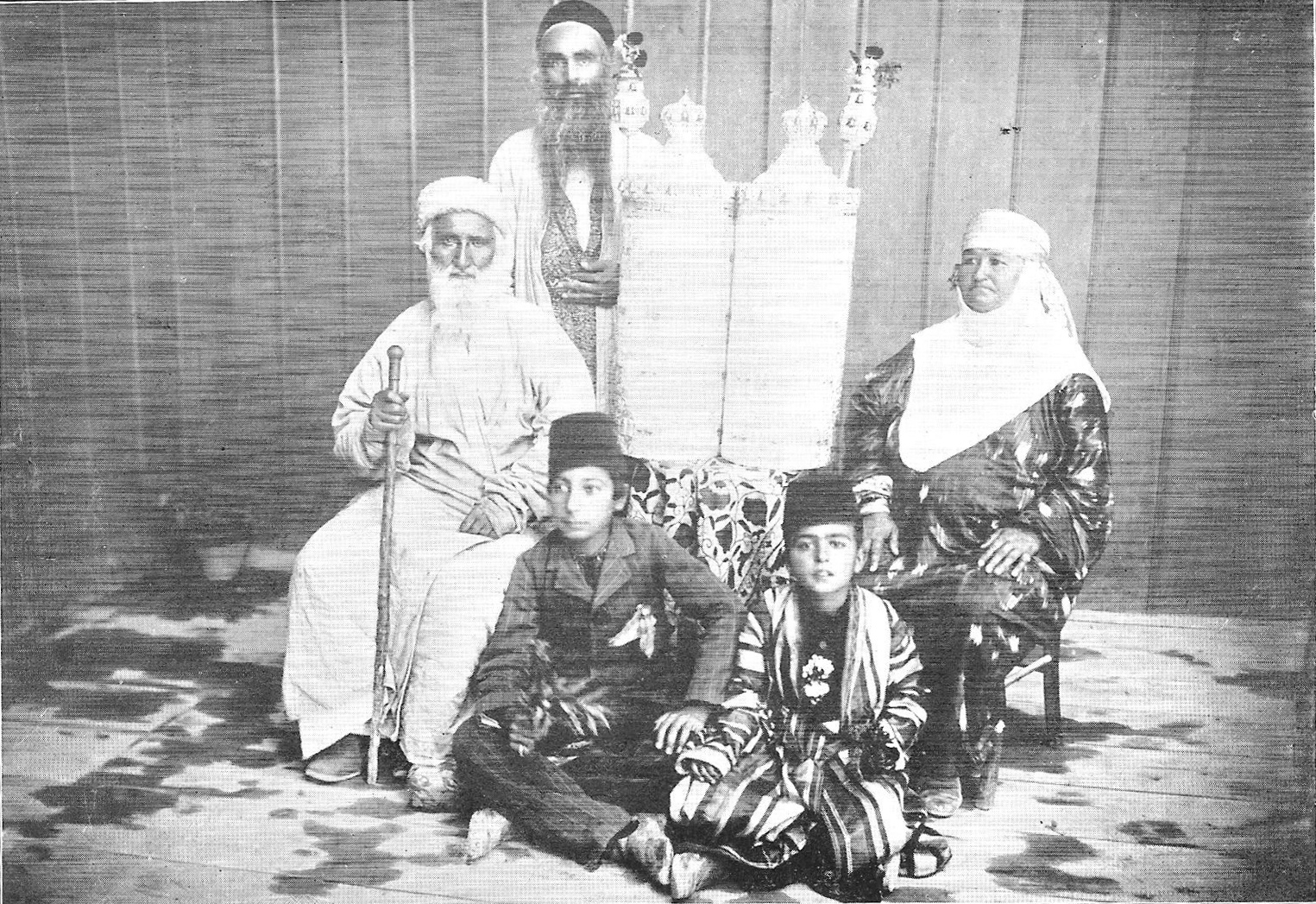
يهود بخارى، ج. 1899

وفقًا للتقاليد المحلية، بدأ اليهود في الاستقرار في المنطقة قبل 2500 سنة بعد نفي البابليين من مملكة إسرائيل. تقاليد أخرى تركز على التجار اليهود الذين يستقرون في منطقة طريق الحرير.
ازدهرت الجالية اليهودية لعدة قرون مع مصاعب عرضية خلال فترة حكم بعض الحكام. خلال حكم تيمورلنك في القرن الرابع عشر ساهم اليهود بشكل كبير في جهوده لإعادة بناء سمرقند وتم إنشاء مركز يهودي كبير هناك.
بعد أن أصبحت المنطقة تحت الحكم الروسي في عام 1868، تم منح اليهود حقوقًا متساوية مع السكان المحليين. في تلك الفترة، كان حوالي 50 ألف يهودي يعيشون في سمرقند و20،000 في بخارى. بعد الثورة الروسية في عام 1917، وإنشاء النظام السوفيتي، كانت الحياة الدينية اليهودية مقيدة. بحلول عام 1935، بقي كنيس واحد فقط من أصل 30 في سمرقند؛ ومع ذلك، استمرت الحياة المجتمعية تحت الأرض خلال الحقبة السوفيتية.
خلال الحرب العالمية الثانية، وصل مليون من اليهود من الأجزاء الأوروبية من الاتحاد السوفيتي إلى أوزبكستان كلاجئين أو تم نفيهم من قبل ستالين. بحلول عام 1970 كان هناك 103,000 يهودي مسجلين في الجمهورية.
في أواخر الثمانينيات من القرن الماضي مع تصاعد أعمال الشغب القومية نتيجة انهيار الاتحاد السوفيتي، مما أدى إلى إلحاق الضرر، من بين أمور أخرى، بالحي اليهودي في أنديجان، هاجر معظم يهود أوزبكستان إلى إسرائيل والولايات المتحدة. لا يزال هناك مجتمع صغير يتألف من عدة آلاف في البلاد، حوالي 7000 يعيشون في طشقند و3000 في بخارى و700 في سمرقند.

## الاقتصاد

### الزراعة
أوزبكستان بلد زراعي تنتج القمح والأرز والذرة وتنتج خمسة ملايين طن من القطن الخام كما تنتج الجوت وإلى جانب هذا ثروة رعوية تقدر بعشرة ملايين من الأغنام والماشية، وهكذا تنتج أكثر من نصف الاتحاد السوفيتي من القطن. وأكثر من ثلاثة أرباع الجوت به، وثلث الحرير وأكثر من ثلث فرو الاستراخان.

## السياسة
[File:Shavkat_Mirziyoyev_official_portrait_(cropped_2).jpg|تصغير|شوكت ميرضياييف، الرئيس الثاني]]

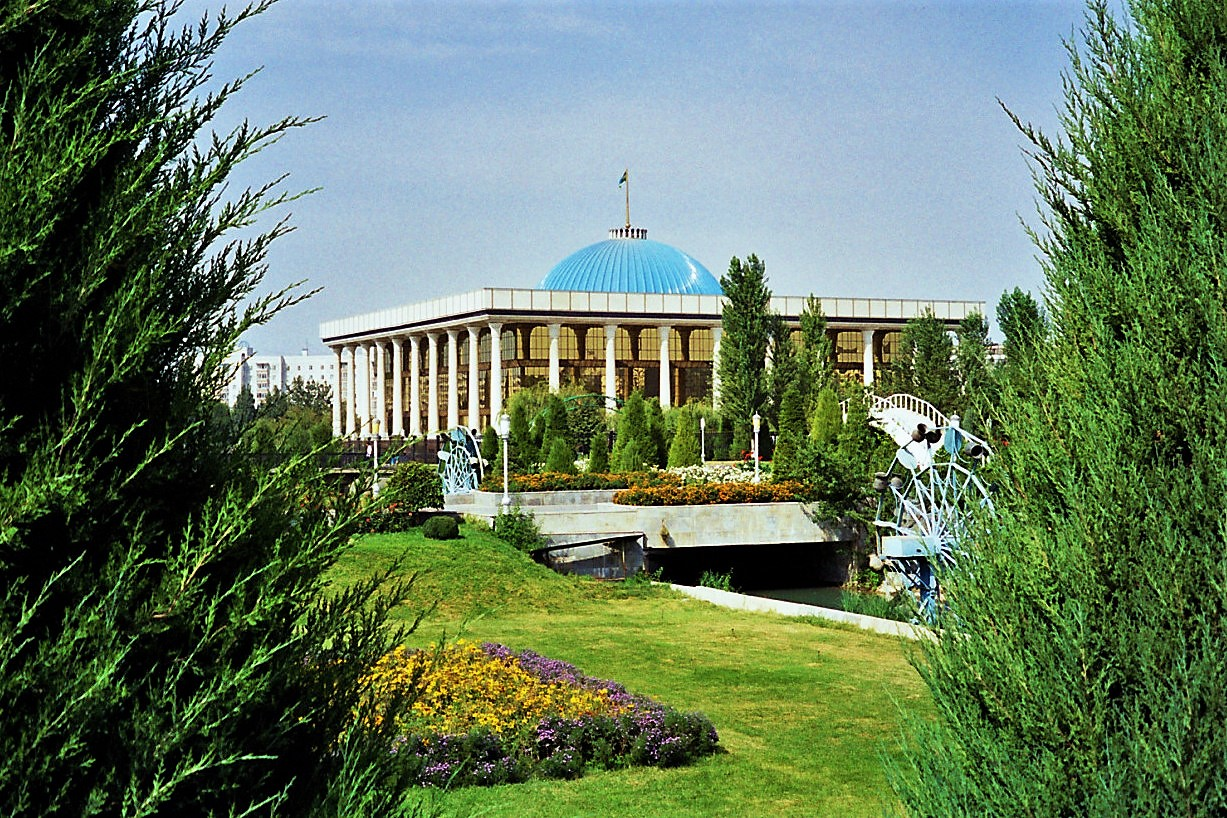
المجلس التشريعي في أوزبكستان (المجلس الأدنى)

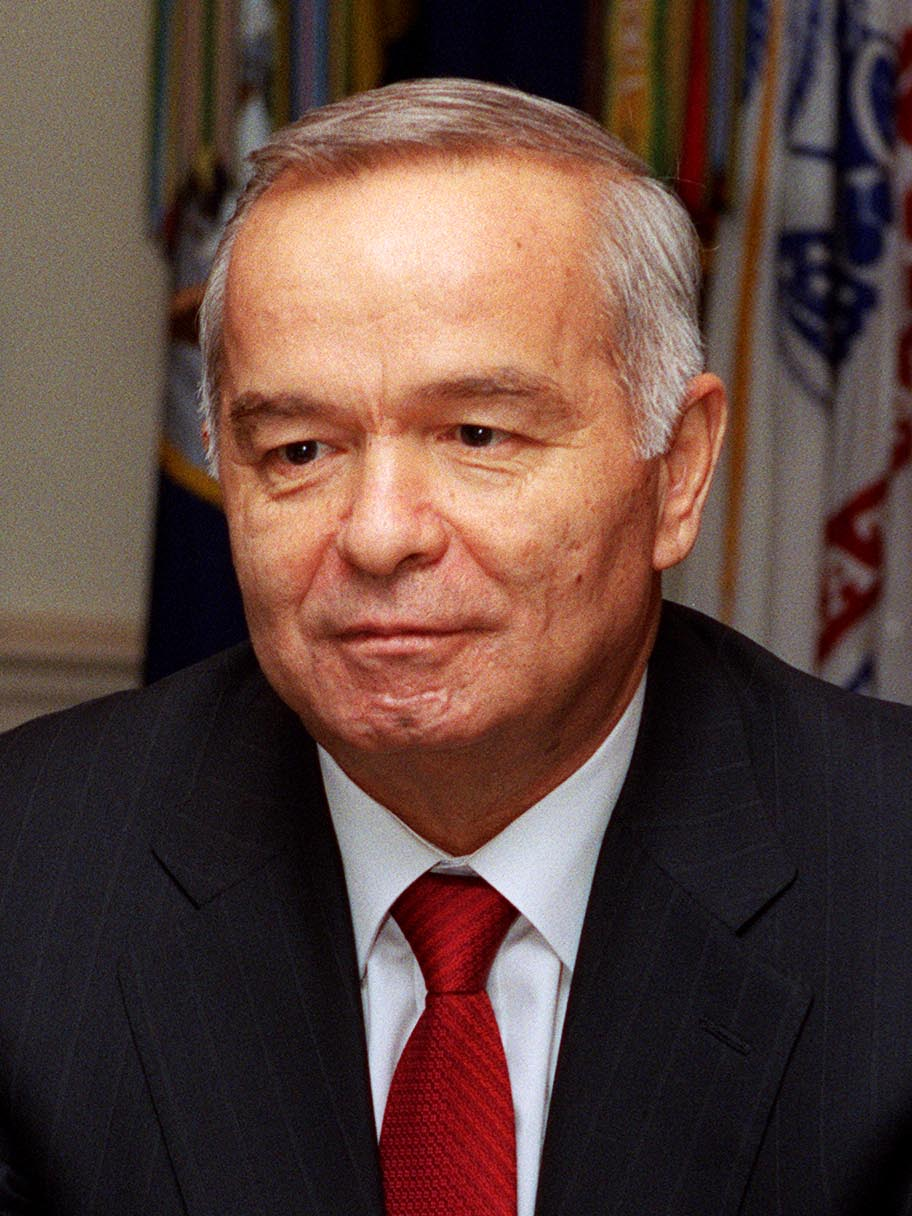
إسلام كريموف، أول رئيس لأوزباكستان، خلال زيارة للبنتاغون بالولايات المتحدة في عام 2002

حصلت أوزبكستان على استقلالها عقب انهيار الاتحاد السوفيتي عام 1991. وينص دستورها لعام 1992 على أن نظام الدولة علماني ديمقراطي، وأن حرية التعبير والعبادة وحكم القانون مكفولة.

### السلطة التنفيذية
تتكون من رئيس الدولة ومجلس وزراء، وللرئيس صلاحيات واسعة فهو يعين مجلس الوزراء بموافقة المجلس الأعلى.
- حكومات الولايات والمحليات

تتكون الحكومات على مستوى الولايات والمناطق والبلديات من رئيس تنفيذي وحاكم ومجلس. ويعيّن رئيس الدولة حكام الولايات، وهم بدورهم يعينون حكام المناطق والبلديات. أما مجالس هذه الولايات فتنتخب مباشرة لمدة خمس سنوات.

### السلطة التشريعية
وتسمى المجلس الأعلى وتتكون من غرفتين: هما الغرفة العليا أو مجلس الشيوخ وعدد أعضائه 100 عضو تنتخب المجالس المحلية 84 منهم و16 يعينهم الرئيس، والغرفة الأدنى أو المجلس التشريعي وعدد أعضائه 120 عضواً يتم اختيارهم بالانتخاب الشعبي المباشر.

### النظام الانتخابي
يحق الاقتراع للذكور والإناث لمن يبلغ الـ18 عاماً فما فوق، وتدير لجنة الانتخابات المركزية التابعة للحكومة كافة أوجه. ويكون الانتخاب قانونياً بشرطين: بمشاركة أكثر من 50% ممن يحق لهم الانتخاب، وبحصول أحد المرشحين على أكثر من 50% من الأصوات بالنسبة للانتخابات الرئاسية، وهو نظام الجولتين، ففي حال عدم تحقق الشرط الأخير تعقد جولة ثانية بين المرشحين الذين حصلا على أعلى نسبتين دون 50%.

### السلطة القضائية
ينص الدستور على استقلال القضاء، وللرئيس سلطة تعيين وإقالة القضاة بما في ذلك قضاة المحكمة العليا بشرط الحصول على مصادقة المجلس الأعلى. وتعد المحكمة العليا أعلى سلطة قضائية في أوزبكستان. وتمارس المحكمة العليا نيابة عن محاكم للولايات والأقاليم دور محكمة الاستئناف. وتقوم المحكمة الدستورية بمراجعة القوانين والقرارات للتأكد من موائمتها مع الدستور. وتتولى المحاكم العسكرية كافّة القضايا المتعلقة بالمؤسسة العسكرية.

### التقسيمات الإدارية
| الولاية              | العاصمة | المساحة (كم2) | تعداد (2024) | مفتاح |
| -------------------- | ------- | ------------- | ------------ | ----- |
| ولاية أنديجان        | أنديجان | 4,200         | 3,394,400    | 2     |
| بخارى                | بخارى   | 39,400        | 2,044,000    | 3     |
| ولاية فرغانة         | فرغانة  | 6,800         | 4,061,500    | 4     |
| ولاية جيزك           | جيزك    | 20,500        | 1,507,400    | 5     |
| خوارزم               | جرجانية | 6,300         | 1,995,600    | 13    |
| ولاية نمنغان         | نمنكان  | 7,900         | 3,066,100    | 6     |
| ولاية نواوي          | نواوي   | 110,800       | 1,075,300    | 7     |
| ولاية قشقداريا       | قرشي    | 28,400        | 3,560,600    | 8     |
| جمهورية قُرَقَل باغستان | نكوص    | 160,000       | 2,002،700    | 14    |
| ولاية سمرقند         | سمرقند  | 16,400        | 4,208,500    | 9     |
| ولاية سرداريا        | كولستان | 5,100         | 914,000      | 10    |
| ولاية صُرخُنْداريا      | ترمذ    | 20,800        | 2,877,100    | 11    |
| ولاية طشقند          | طشقند   | 15,300        | 3,051,800    | 12    |

### أهم المدن
| طشقند نامانجان | 1  | طشقند    | طشقند          | 2,955,700 | سمرقند أنديجان |
| طشقند نامانجان | 2  | نامانجان | ولاية نمنغان   | 678,200   | سمرقند أنديجان |
| طشقند نامانجان | 3  | سمرقند   | ولاية سمرقند   | 573,200   | سمرقند أنديجان |
| طشقند نامانجان | 4  | أنديجان  | ولاية أنديجان  | 468,100   | سمرقند أنديجان |
| طشقند نامانجان | 5  | نكوص     | قرقل باغستان   | 310,000   | سمرقند أنديجان |
| طشقند نامانجان | 6  | فرغانة   | ولاية فرغانة   | 299,000   | سمرقند أنديجان |
| طشقند نامانجان | 7  | بخارى    | ولاية بخارى    | 285000    | سمرقند أنديجان |
| طشقند نامانجان | 8  | قارشي    | ولاية قشقداريا | 260,000   | سمرقند أنديجان |
| طشقند نامانجان | 9  | قوقند    | ولاية فرغانة   | 260,000   | سمرقند أنديجان |
| طشقند نامانجان | 10 | مرغلان   | ولاية فرغانة   | 242,500   | سمرقند أنديجان |

## الثقافة

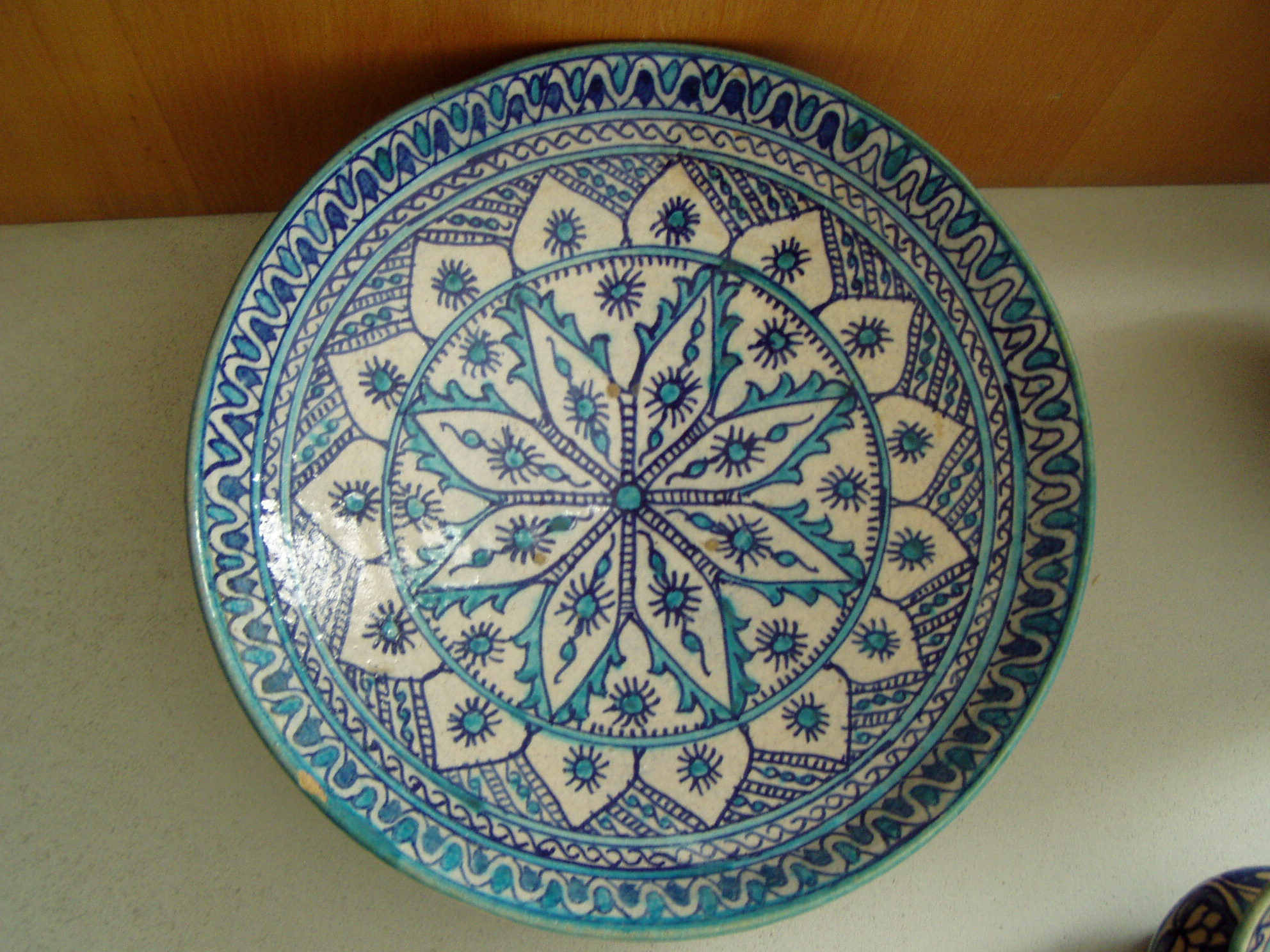
صناعة الفخار الأوزبكي التقليدي.

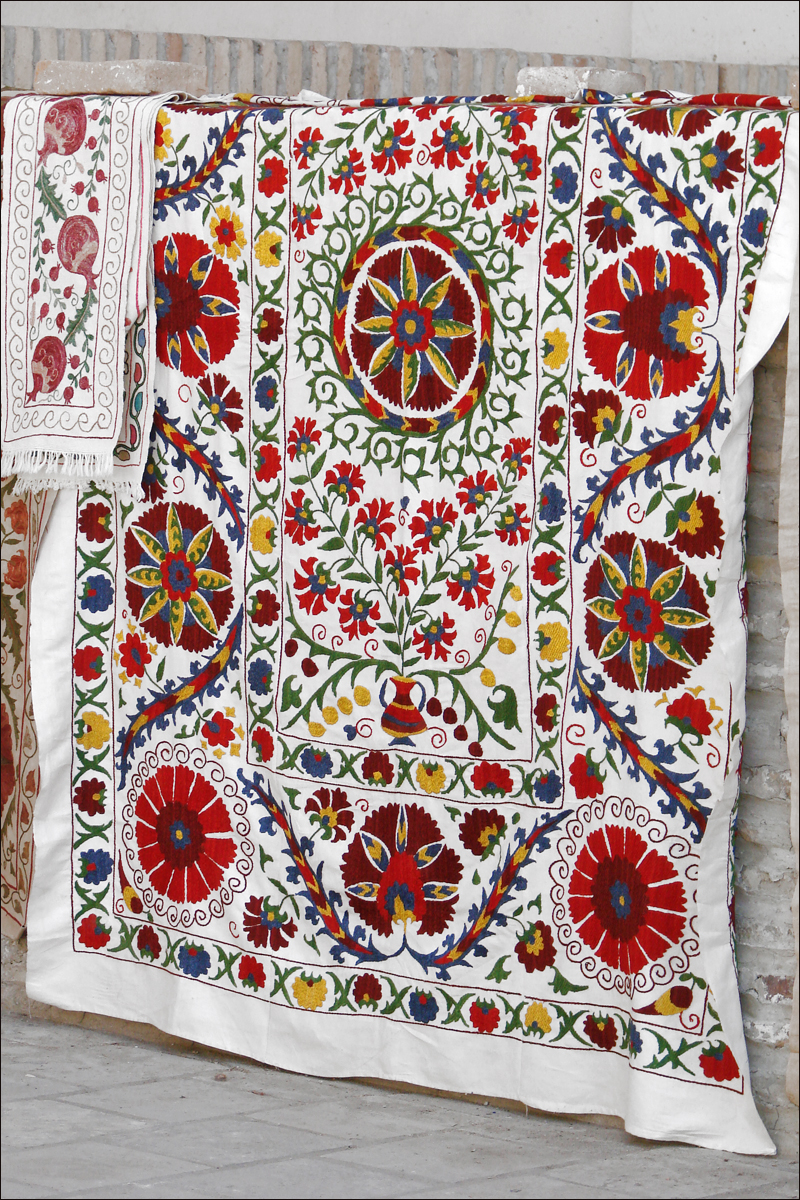
تطريز من اوزبكستان

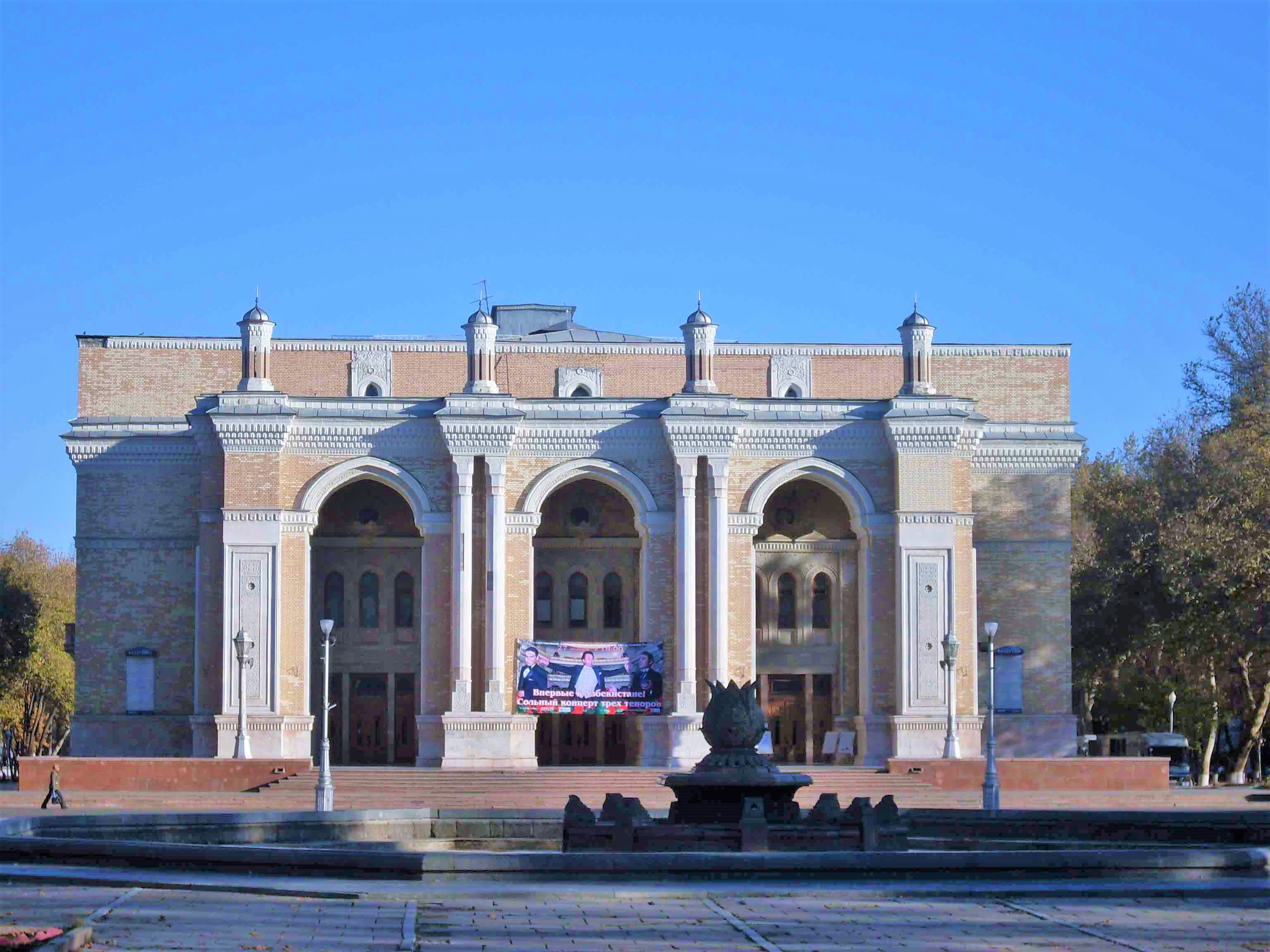
مسرح نافوي في طشقند.

تمتلك أوزبكستان خليطًا واسعًا من المجموعات العرقية والثقافات، مع كون الأوزبك هي المجموعة الأكثرية. في عام 1995 كان حوالي 71 ٪ من سكان أوزبكستان من الأوزبك. وكانت مجموعات الأقليات الرئيسية من الروس (8 ٪)، والطاجيك (5-30 ٪)، الكازاخ (4 ٪)، التتار (2.5 ٪) وقرقلباغيون (2 ٪). ومع ذلك، يقال إن عدد الأشخاص غير الأوزبكيين الذين يعيشون في أوزبكستان آخذ في التناقص مع مغادرة الروس وغيرهم من الأقليات ببطء والعودة من الأوزبك من أجزاء أخرى من الاتحاد السوفيتي السابق.
عندما حصلت أوزبكستان على استقلالها عام 1991، كان هناك قلق من انتشار الأصولية الإسلامية في جميع أنحاء المنطقة. كان التوقع هو أن البلد الذي حرم طويلاً من حرية الممارسة الدينية سيخضع لزيادة سريعة للغاية في التعبير عن عقيدته المهيمنة. واعتبارًا من عام 1994، قيل إن أكثر من نصف سكان أوزبكستان مسلمون، وإن كان هناك عدد قليل من هذا العدد في معرفة رسمية بالدين أو أنه يعرف كيفية ممارسته. ومع ذلك، فإن الاحتفال الإسلامي يتزايد في المنطقة.

### الموسيقى

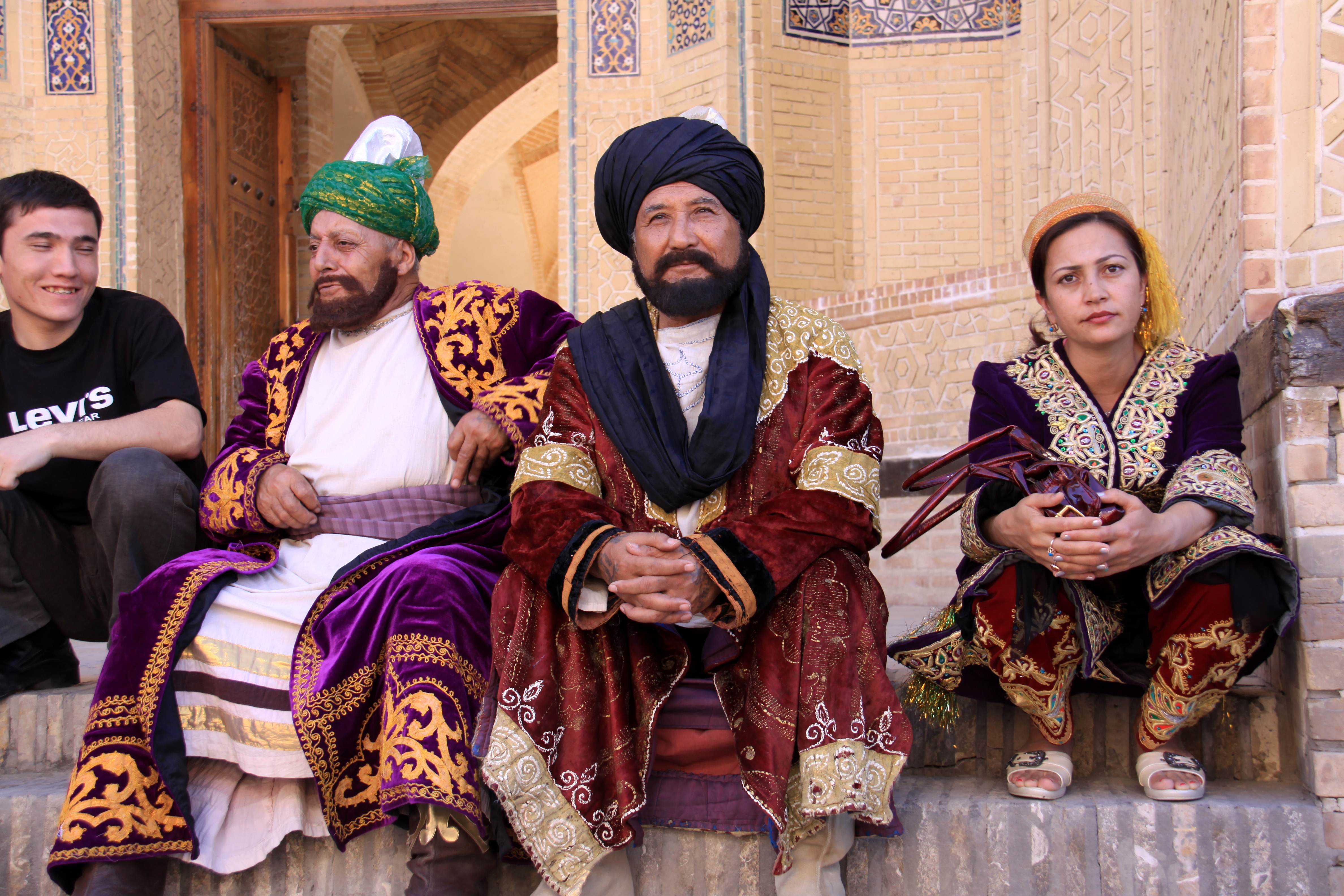
مهرجان الحرير والتوابل في بخارى.

تُعرف الموسيقى الكلاسيكية آسيا الوسطى باسم شاشمقع، الذي نشأ في بخارى في أواخر القرن السادس عشر عندما كانت تلك المدينة عاصمة إقليمية. يرتبط ششمقتام ارتباطا وثيقا بالمغجري الأذربيجاني ومقام الأويغور. يشير الاسم، الذي يترجم إلى ستة مقامات، إلى بنية الموسيقى، التي تحتوي على ستة أقسام في ستة أنماط موسيقية مختلفة، على غرار الموسيقى التقليدية الفارسية التقليدية. إن مقاطعات الشعر الصوفية المحكية تقاطع الموسيقى، وعادة ما تبدأ في سجل أقل وتدريجية تصعد إلى ذروتها قبل أن تهدأ إلى البداية.

### التعليم
تتمتع أوزبكستان بمعدلات عالية من الإلمام بالقراءة والكتابة، حيث تمكن حوالي 99.3٪ من البالغين فوق سن الخامسة عشرة من القراءة والكتابة. ومع ذلك، فإن 76٪ فقط من السكان دون سن 15 عامًا مسجلين حاليًا في التعليم (و 20٪ فقط من الأطفال الذين تتراوح أعمارهم ما بين 3 إلى 6 سنوات في مرحلة ما قبل المدرسة)، قد ينخفض هذا الرقم في المستقبل. يلتحق الطلاب بالمدارس من الاثنين إلى السبت خلال العام الدراسي، ويختتم التعليم رسمياً في نهاية الفصل الثاني عشر. هناك مدرستان دوليتان تعملان في أوزبكستان، كلاهما في طشقند: المدرسة البريطانية تقدم الطعام للطلاب الابتدائيين فقط، ومدرسة طشقند الدولية، وهي مدرسة مناهج دولية من الروضة إلى الصف الثاني عشر.
واجهت أوزبكستان عجزًا حادًا في الميزانية في برنامجها التعليمي، بدأ قانون التعليم لعام 1992 عملية الإصلاح النظري، لكن القاعدة المادية تدهورت وكانت مراجعة المناهج بطيئة. والمساهم الكبير في هذا الانخفاض هو انخفاض مستوى الأجور التي يتلقاها المعلمون وانعدام الإنفاق على البنية التحتية والمباني والموارد نيابة عن الحكومة. الفساد في نظام التعليم مستشر أيضًا، حيث يقوم طلاب من عائلات ثرية بشكل روتيني برشوة المعلمين والمدراء التنفيذيين في المدارس لتحقيق درجات عالية دون الذهاب إلى المدرسة، أو إجراء اختبارات رسمية.
بلغ الإنفاق العام على التعليم في أوزبكستان في عام 2019 ما نسبته 5.6% من الناتج المحلي الإجمالي و6.2% من الناتج المحلي الإجمالي في عام 2021. وفي عام 2019، أنفقت الحكومة أكبر حصة من إجمالي الإنفاق على التعليم على التعليم الثانوي (حوالي 65%)، والتعليم ما قبل المدرسي (21%)، والتعليم العالي (10%)، والتعليم الثانوي الخاص (4%).
تخلق جامعات أوزبكستان ما يقرب من 600 ألف خريج سنوياً، على الرغم من أن المستوى العام لخريجي الجامعات، والمستوى العام للتعليم ضمن نظام التعليم العالي، منخفض. العديد من الجامعات، بما في ذلك جامعة وستمنستر، وجامعة تورينو، ومعهد جامعة سنغافورة، وجامعة إنها طشقند، تحافظ على الحرم الجامعي في طشقند حيث تقدم دورات في اللغة الإنجليزية عبر عدة تخصصات. يتم توفير التعليم العالي باللغة الروسية من قبل معظم الجامعات الوطنية، بما في ذلك جامعة موسكو الحكومية الأجنبية وجامعة جوبكين الحكومية الروسية للنفط والغاز، والتي تحافظ على الحرم الجامعي في طشقند.
حلّت أوزبكستان في المرتبة 82 في مؤشر الابتكار العالمي عام 2023، وتراجعت للمركز 83 في مؤشر 2024.
 ودعمت اليونيسف حكومة أوزبكستان في تطوير خارطة طريق لإصلاح التعليم، والتي تهدف إلى جمع جهود الحكومة وشركاء التنمية والمعلمين وأولياء الأمور والطلاب والمجتمعات المدرسية لتحقيق الأهداف الاستراتيجية المحددة للتعليم عالي الجودة التحويلي 

### الاعياد والعطلات الرسمية
- 1 يناير: رأس السنة الجديدة
- 14 يناير: يوم المدافعين عن الوطن الأم
- 8 مارس: اليوم العالمي للمرأة
- 21 مارس: عيد النوروز
- 9 مايو: يوم ذكرى
- 1 سبتمبر: يوم الاستقلال
- 1 أكتوبر: يوم المعلم
- 8 ديسمبر: يوم الدستور

تاريخ متغير
- عيد الفطر
- عيد الأضحى

### المطبخ

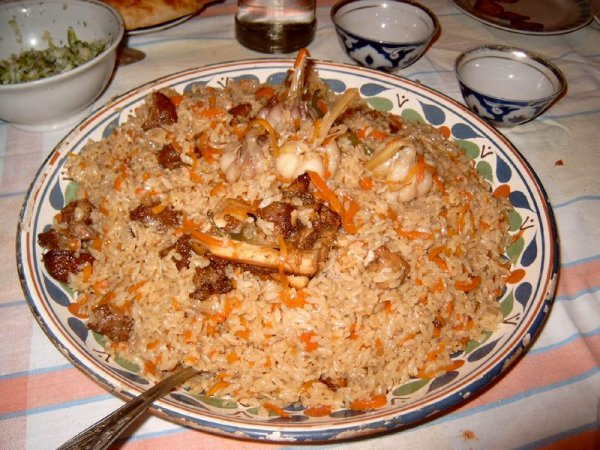
بالوف.

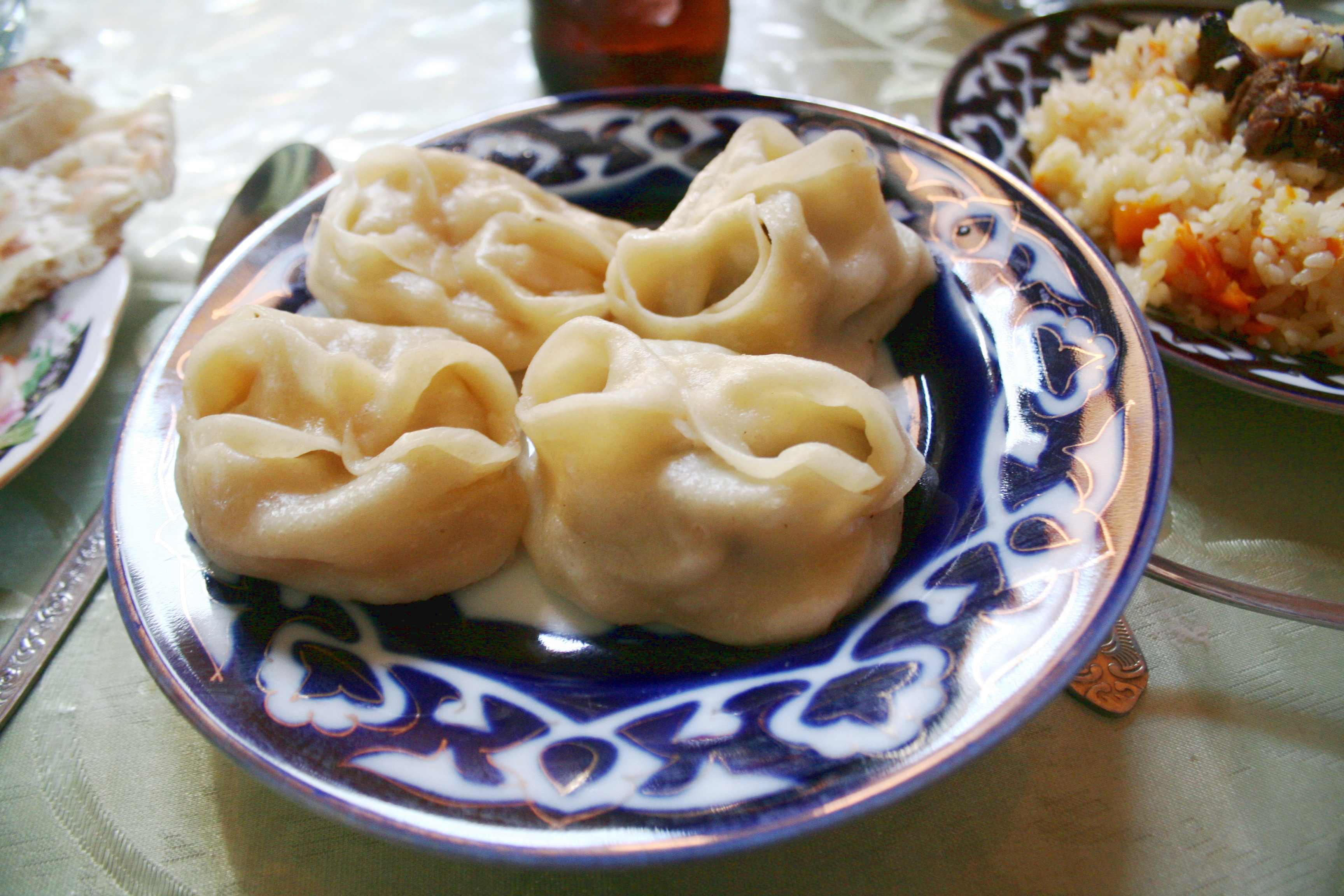
منتو الأوزبكية.

يتأثر المطبخ الأوزبكي بالزراعة المحلية، كما هو الحال في معظم الدول، هناك قدر كبير من زراعة الحبوب في أوزبكستان، لذلك تعد الخبز والمعكرونة ذات أهمية، وقد تم وصف المأكولات الأوزبكية بأنها «غنية بالمعكرونة». لحم الضأن هو نوع من أنواع اللحوم المشهورة بسبب وفرة الأغنام في البلاد، وهو جزء من مختلف الأطباق الأوزبكية.
طبق أوزبكستان المميز هو بالوف (بلوف أو أوش)، وهو الطبق الرئيسي الذي يصنع عادة مع الأرز، وقطع اللحم، والجزر المبشور والبصل. يتم تقديم أوشي ناهور، أو صوف الصباح، في الصباح الباكر (بين الساعة 6 صباحاً والساعة 9 صباحاً) إلى تجمعات كبيرة للضيوف، عادةً كجزء من الاحتفال الجاري بالزفاف. وتشمل الأطباق الوطنية الأخرى البارزة شوربا (شورفا أو شورفا)، وهو حساء مصنوع من قطع كبيرة من اللحم الدهني (اللحم عادة) والخضروات الطازجة. نورين وانغمان، أطباق المعكرونة التي يمكن تقديمها كحساء أو الطبق الرئيسي؛ جيوب محشوة من العجين بمثابة فاتح الشهية أو الطبق الرئيسي؛ على البخار، يخنة اللحم والخضار. والكباب المختلفة، وعادة ما تكون بمثابة الطبق الرئيسي.
الشاي الأخضر هو المشروب الساخن على مدار اليوم. المقاهي ذات أهمية ثقافية. يفضل الشاي الأسود في طشقند، ولكن يتم تناول الشاي الأخضر والأسود يومياً، دون الحليب أو السكر. يصاحب الشاي دائمًا وجبة طعام، ولكنه أيضًا مشروب ضيافة يتم تقديمه تلقائيًا: أخضر أو أسود لكل ضيف. وهو مشروب زبادي مبرد، في الصيف، ولكنه لا يحل محل الشاي الساخن.
استخدام الكحول أقل انتشارًا منه في الغرب، لكن النبيذ يتمتع بشعبية نسبية بالنسبة لأمة مسلمة، حيث إن أوزبكستان علمانية إلى حد كبير. تمتلك أوزبكستان 14 مصنعًا للنبيذ، أقدمها وأشهرها مصنع خوفرينكو للنبيذ في سمرقند (الذي أنشئ في عام 1927). تنتج سمرقند الخمرة مجموعة من أنواع النبيذ من أصناف العنب المحلية: رشيرين، كابيرنيت. حاز النبيذ الأوزبكي على جوائز دولية ويتم تصديره إلى روسيا ودول أخرى.

### معالم أثرية
في البلاد أضرحة شهيرة لبعض رجالات الأسلام مثل ضريح قثم بن العباس وضريح قتيبة بن مسلم الباهلي وضريح البخاري وضريح تيمورلنك.

### مواقع التراث العالمي لليونسكو
تضم أوزبكستان خمسة مواقع ثقافية وموقعين طبيعيين مسجلين كمواقع للتراث العالمي لليونسكو. وهذه المواقع هي:
- قلعة إيجان (خيوة) مسجلة عام ١٩٩٠
- المركز التاريخي لبخارى مسجلة عام ١٩٩٣
- المركز التاريخي لشهريشابز مسجلة عام ٢٠٠٠
- سمرقند - ملتقى الثقافات مسجلة عام ٢٠٠١
- طريق الحرير ممر زرافشان مسجلة عام ٢٠٢٣[51][52]

مواقع التراث الطبيعي هي:
- جبال تيان شان مسجلة عام ٢٠١٦
- توران صحراء منتصف الشتاء مسجلة عام ٢٠٢٣[53]

## وصلات خارجية
- Uzbekistan  على كتاب حقائق العالم
- أوزبكستان على مشروع الدليل المفتوح
- أطلس ويكيميديا حول Uzbekistan